# A1 Xplore TV
A1 Xplore TV ist eine Dienstleistung von A1 Telekom Austria und wurde im März 2006 unter der Bezeichnung aonDigitalTV eingeführt. Es handelt sich dabei um digitales Kabelfernsehen basierend auf IPTV. Es können mehrere Pakete mit unterschiedlichem Funktionsumfang bezogen werden. Das Basispaket Xplore TV S mit etwas mehr als 65 Sendern, Xplore TV M mit ca. 140 Sendern und Xplore TV L mit über 180 Sendern. Am Fernseher kann die Dienstleistung nur in Kombination mit einem aktiven Festnetz-Produkt bezogen werden.
Das Angebot hieß bei Einführung aonDigitalTV und wurde später in aonTV umbenannt. Im Zuge der Umstellung des gesamten Markenauftritts der A1 Telekom Austria auf die Kernmarke A1, wurde es im Juni 2011 in A1 Kabel TV und Mitte 2015 in A1 TV Plus umbenannt.

## Reichweite
A1 Xplore TV kann in rund 77 % der österreichischen Haushalte empfangen werden. Zurzeit (Stand 2015) gibt es in Österreich über 259.000 „A1 Kabel TV“-Kunden. Damit hat A1 Kabel TV eine vergleichbare Verbreitung wie Telekom Entertain in Deutschland.

## Technik
Zur Nutzung von A1 Kabel TV am Fernsehgerät ist eine Set-Top-Box (auch Xplore TV Box oder MediaBox) oder HDMI-Stick notwendig. Auf einigen Smart TVs ist der Zugang auch direkt über das Menü des Endgerätes möglich. Die Set-Top-Box wird über ein HDMI-Kabel mit dem Fernseher und über ein Netzwerkkabel mit dem Modem verbunden, alternativ kann die Verbindung auch über Powerline-Adapter (PLC) hergestellt werden. Eine kabellose Verbindung ist derzeit nur noch über Funk-Adapter (Ruckus) möglich, welche aber nicht mehr durch A1 vertrieben werden. Das Modem wird direkt oder über einen Splitter mit dem Telefonanschluss verbunden.

### A1 Xplore TV Box
Für A1 Xplore TV und dessen Vorgänger wurden im Laufe der Jahre unterschiedliche MediaBoxen des Herstellers ADB verwendet. Zur Anwendung kam z. B. die ADB-3800TW welche einen low cost Set Top Box Decoder Chip STB7100 von STMicroelectronics enthält. Der Chip wird mit einem Prozessor der Bauart SH-4 betrieben. Als Betriebssystem kommt Linux zum Einsatz. Pro MediaBox kann nur ein Fernseher angeschlossen werden. Es werden derzeit (Stand 2015) maximal fünf MediaBoxen pro Festnetzanschluss angeboten, die tatsächlich maximale Anzahl an MediaBoxen hängt von der übertragbaren Maximalgeschwindigkeit der Internetleitung ab.
Des Weiteren besteht die Möglichkeit, die A1 Mediabox durch Applikationen wie etwa facebook oder verschiedene RSS-Feeds in der Funktionalität zu erweitern. Das Model TLA-1722w wurde im Gegensatz zu den Vorgängern grundlegend vereinfacht. Das Gerät ist deutlich kleiner und bietet weniger Steckplätze an seiner Rückseite. Unter anderem wurden der optische Ausgang und einer von zwei SCART-Anschlüssen entfernt. Auf ein Display wurde ebenso verzichtet, eine einzelne LED signalisiert an der Vorderseite verschiedene Status der Box.

### Modem
Als Modem für A1 Kabel TV können verschiedene ADSL- oder VDSL-Modelle verwendet werden. Bei älteren Modellen, etwa dem Thomson 585v7 oder SpeedTouch 546v6 waren anfangs nur zwei der vier Ethernet-Anschlüsse für A1 Kabel TV nutzbar, mit der aktuellen Firmware sind jedoch alle Anschlüsse nutzbar. Aktuellere Modems sind etwa das Technicolor TG588 oder ADB DV2210.

### Sonstige Endgeräte
Der Empfang von A1 Kabel TV auf einem PC ist direkt über den Webbrowser möglich, für den Empfang mittels Tablets und Smartphones werden eigens Apps angeboten.

## Dienstleistung
Mit Nutzung des Dienstes erhält man Zugriff auf die kostenpflichtige A1-Videothek, in welcher rund 7.500 Spielfilme bezogen werden können. Die Kosten hierfür liegen zwischen 0,01 € und 8 € für 48 Stunden. Im Paket sind verschiedene Regionalsender enthalten, welche jedoch unabhängig vom Bundesland angesehen werden können. So können z. B. alle regionalen ORF 2-Sender (ORF 2 NÖ, ORF 2 Kärnten, ORF 2 Wien etc.) sowohl in SD- als auch in HD-Qualität angesehen werden, als auch Privatsender, wie z. B. Tirol tv, KT1 oder P3tv.
Ferner hat man die Möglichkeit, eine elektronische Programmzeitschrift (EPG) zu nutzen. Weiters kann über dieselbe Oberfläche auf zusätzliche Dienste wie Horoskop, Wetter, ORF TvThek, Verkehrsinformationen oder aktuelle Tagesinformationen nutzen.

### A1 Xplore TV S
Das kleinste Paket bietet ca. 65 Sender in SD-Qualität, sowie 30 Sender in HD-Qualität.

### A1 Xplore TV M
Dieses Paket bietet ca. 140 Sender in SD-Qualität, sowie 110 Sender in HD-Qualität. Des Weiteren können Fernsehprogramme 7 Tage lang nachgeholt und 100 Stunden drei Monate lang aufgenommen werden.

### A1 Xplore TV L
Enthalten sind rund 180 Sender in SD-Qualität, sowie 135 Sender in HD-Qualität sowie die Möglichkeit, verpasste Sendungen 7 Tage lang nachzuholen und 500 Stunden Fernsehprogramm 24 Monate lang zu speichern.